# Aníbal Ferreira Gomes
Aníbal Ferreira Gomes (Rio de Janeiro, 7 de junho de 1953) é um cirurgião-dentista, agropecuarista e político brasileiro, atualmente filiado ao Partido da Social Democracia Brasileira (PSDB). Foi prefeito de Acaraú entre 1989 e 1992 e, desde 1995 é deputado federal pelo estado do Ceará.
Em dezembro de 2016 virou réu no Supremo Tribunal Federal (STF) pelos crimes de corrupção passiva e lavagem de dinheiro, sendo condenado pela suprema corte em junho de 2020.

## Biografia
Formado em odontologia, é agroepecuarista e detém concessão de radiodifusão. Em 1981 trabalhou como cirurgião-dentista na Secretaria de Saúde do Ceará e em 1982 como odontologista da Secretaria de Segurança Pública do Ceará . É de família de políticos, tanto do lado materno como paterno; é irmão do deputado estadual Manuel Duca (eleito pelo PRB-CE, hoje do PROS) e marido da ex-vice-prefeita de Acaraú (CE) Rossana Borborema. Foi deputado federal nas quatro legislaturas anteriores, pelo PMDB (1995-1999/ 2003-2007/ 2007-2011) e pelo PSDB (1999-2003). Também foi prefeito pelo PMDB do município cearense de Acaraú (1989-1993).
Foi eleito deputado federal em 2014, para a 55.ª legislatura (2015-2019), pelo PMDB. Esteve ausente na votação que levou ao impeachment de Dilma Rousseff. Posteriormente, votou a favor da PEC do Teto dos Gastos Públicos. Em abril de 2017 votou a favor da Reforma Trabalhista. Em agosto de 2017 votou contra o processo em que se pedia abertura de investigação do então Presidente Michel Temer, ajudando a arquivar a denúncia do Ministério Público Federal.

## Suspeita de crime eleitoral
Em setembro de 2015, foi denunciado ao Supremo Tribunal Federal (STF) pelo Procurador-geral da República, Rodrigo Janot, pelo crime de falsificação de documentos para fins eleitorais em sua campanha de 2014.
Em 15 de dezembro de 2015, o STF rejeitou a ação contra Aníbal Gomes pelo suposto crime de falsificação de documentos para fins eleitorais. A decisão do relator foi seguida pelos demais ministros da segunda turma.

## Corrupção
Em março de 2015, o ministro do STF e relator da ação, Teori Zavascki, autorizou a abertura de investigação contra o deputado em 6 de março de 2015, tirando o sigilo do pedido de abertura de inquérito.
No dia 15 de dezembro de 2015, a Polícia Federal, em uma fase da Operação Lava Jato, batizada de Operação Catilinárias, fez buscas na casa de Aníbal.
Em 16 de junho de 2016, foi denunciado pelo Procurador-Geral da República Rodrigo Janot, pelos crimes de corrupção e lavagem de dinheiro. Segundo a denúncia, constatou-se a atuação do deputado Federal Aníbal Gomes com promessa de pagamento indevido no valor de 800 mil reais ao então diretor de Abastecimento da Petrobras Paulo Roberto Costa, para permitir e facilitar a celebração de acordo entre a Petrobras e empresas de praticagem atuantes na Zona de Portuária 16, diz a PGR em nota publicada.
Em 6 de dezembro de 2016 virou réu no Supremo Tribunal Federal (STF) pelos crimes de corrupção passiva e lavagem de dinheiro, após o STF aceitar a denúncia do Ministério Público Federal.

### Condenação
Em 9 de junho de 2020, foi condenado pela segunda turma do STF a 13 anos, 1 mês e 10 dias de reclusão, em regime fechado, e pagamento de 101 dias-multa. Foi condenado ao pagamento de dano moral coletivo no valor de 6 milhões de reais; teve decretada a perda de bens, direitos e valores objetos da lavagem de dinheiro; teve a interdição para exercício de cargo ou função pública, de qualquer natureza, e de diretor de membro de administração ou de gerência previstas na lei, pelo dobro da pena privativa de liberdade aplicada.

## Controvérsias
Aníbal foi citado como um dos responsáveis pelo assassinato do próprio primo, João Jaime Ferreira Gomes, então prefeito de Acaraú, no interior do Ceará, em 1998. O parlamentar teve seu nome envolvido com problemas a partir do fim da sua gestão como prefeito.
Naquela época, em, 1992, o médico e líder político de Acaraú, João Jaime do PSDB, gravou uma mensagem em fita cassete denunciando três primos por desvios de recursos. Eram eles: Aníbal Gomes e seus dois irmãos Amadeu Gomes e Manoel Duca, conhecido por Duquinha. Na gravação, João afirmava o seguinte:
| “ | Se acontecer algo comigo de violência sejam responsabilizados os meus primos que eu nem os considero mais, o Aníbal, o Duquinha e Amadeuzinho. São esses três. Se algo acontecer, não é só comigo, mas com vocês, eles serão os responsabilizados. Peguem essa gravação e levem para autoridades confiáveis | ” |